# آهسته آهسته (فیلم ۱۹۸۱)
آهسته آهسته (به هندی: Ahista Ahista) و (به انگلیسی: Slowly Slowly) فیلمی هندی محصول سال ۱۹۸۱ و به کارگردانی اسماعیل شروف است. در این فیلم بازیگرانی همچون شامی کاپور، ناندا، کونال کاپور، پادمینی کولاپوری، شاشیکالا، گیریش کارناد، رحمان، دون ورما، آریونا ایرانی، قادرخان و سونی رازدان ایفای نقش کرده‌اند.